# 箕谷車站

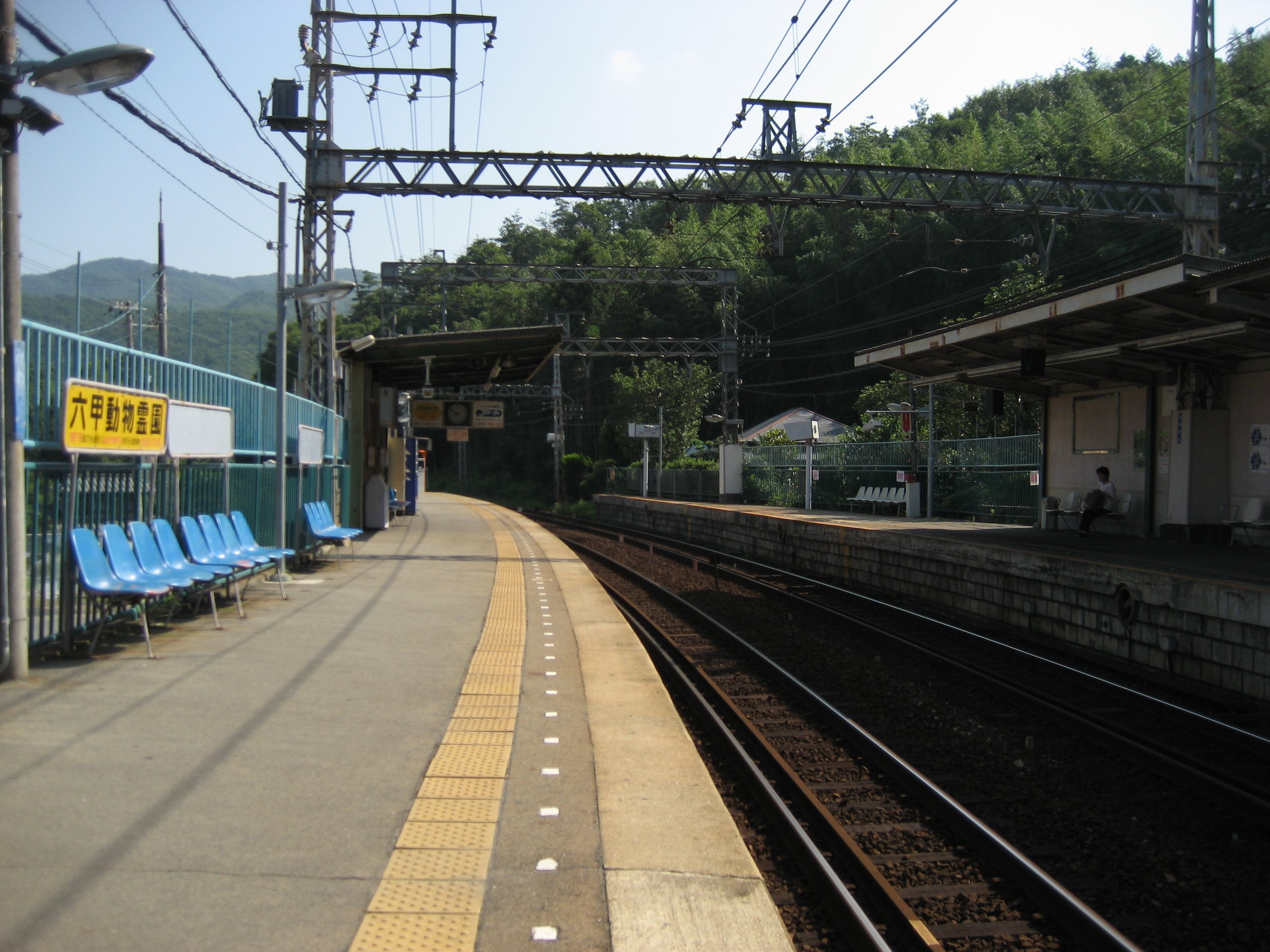
月台

箕谷站（日语：／ Minotani eki */?）位於兵庫縣神戶市北區山田町下谷上字箕谷，是神戶電鐵有馬線的鐵路車站。車站編號為KB09，標高244公尺。

## 歷史
- 1928年（昭和3年）11月28日 - 神戶有馬電氣鐵道（現在的神戶電鐵）的湊川 - 電鐵有馬（現在的有馬溫泉）間開通，本站同時開業[1]。
- 1947年（昭和22年）1月9日 - 公司與三木電氣鐵道合併，改名為神有三木電氣鐵道（現在的神戶電鐵）。

## 車站構造
側式月台2面2線的地面車站。木造的站房位於下行月台側，上下行月台間有平交道連通。

### 月台
| 月台   | 路線   | 方向 | 目的地                               |
| ------ | ------ | ---- | ------------------------------------ |
| 站房側 | 有馬線 | 下行 | 往谷上、有馬口、有馬溫泉、橫山、三田 |
| 對向側 | 有馬線 | 上行 | 往鈴蘭台、湊川、新開地               |

※月台並無設定編號。

## 使用狀況
2017年的1日上車人次為1,227人。

## 車站周邊
- 計程車招呼站
- 國道428號（有馬街道）
- 神戶山田郵局
- 下谷上農村歌舞伎舞台（天彥根神社前）[1]

### 公車路線
車站附近設有公車站「箕谷站」與「松枝町站」（後者需徒步5分鐘）。
| 站牌   | 系統                   | 目的地       | 主要行經地       | 營運公司   |
| ------ | ---------------------- | ------------ | ---------------- | ---------- |
| 箕谷站 | 急行64                 | 三宮巴士總站 | 新神戶站         | 神戶市巴士 |
| 箕谷站 | 急行64                 | 神戶北町     | 日之峰2丁目      | 神戶市巴士 |
| 箕谷站 | 111                    | 衡原         | 山田小學校前     | 神戶市巴士 |
| 松枝町 | 急行64・急行64（直通） | 三宮巴士總站 |                  | 神戶市巴士 |
| 松枝町 | 急行64・急行64（直通） | 神戶北町     | 日之峰2丁目      | 神戶市巴士 |
| 松枝町 | 158                    | 谷上站       |                  | 阪急巴士   |
| 松枝町 | 158                    | 幸福之村     | 泉橋・西鈴蘭台站 | 阪急巴士   |
| 松枝町 | 14                     | 神戶站       | 平野             | 神姬巴士   |
| 松枝町 | 14                     | 三田站       | 谷上站・日下部   | 神姬巴士   |

## 相鄰車站
神戶電鐵
 有馬線
■特快速、■急行
通過
■準急、■普通
山之街（KB08）－箕谷（KB09）－谷上（KB10）

## 外部連結
- 箕谷 - 神戶電鐵